# Volker Horn
Volker Horn (* 13. März 1943 in Klagenfurt, Kärnten; † 20. November 2009 in Berlin) war ein österreichischer Opernsänger in der Stimmlage Tenor.

## Leben
Horn wuchs in Bayreuth auf. Er wurde Mitglied der Regensburger Domspatzen und sang dort als Knabensopran. In den Jahren 1954 und 1955 trat er bei den Bayreuther Festspielen als Hirtenknabe in Tannhäuser in einer Inszenierung von Wieland Wagner auf. Wieland Wagner selbst engagierte Horn nach dem Vortrag des Lieds „Fliege, kleiner Käfer“ von Engelbert Humperdinck, nachdem viele Solisten, u. a. des Thomanerchors, des Dresdner Kreuzchors und der Wiener Sängerknaben erfolglos vorgesungen hatten. 1969–1975 sang Horn im Chor der Bayreuther Festspiele.
Seinen ersten Gesangsunterricht erhielt er von seinem Vater. Er studierte dann an der Musikhochschule Wien Gesang und Violine unter anderem in der Klasse für Lied und Oratorium von Erik Werba. 1976 wurde Horn festes Ensemblemitglied an der Deutschen Oper in Berlin, der er bis zu seiner offiziellen Pensionierung am Ende der Spielzeit 2007/08 angehörte. Danach blieb er mit einem Gastvertrag seinem einstigen Stammhaus weiterhin verbunden. An der Deutschen Oper wurde Horn allerdings meist nur in mittleren und kleinen Partien eingesetzt. Er sang dort zahlreiche sog. „Wurzen“-Rollen, wie Boten, Herolde und Diener. Zu seinen Comprimario-Partien dort gehörten unter anderem: Erster Geharnischter in Die Zauberflöte, Normanno in Lucia di Lammermoor, Abdallo in Nabucco, Malcolm in Macbeth, Yamadori in Madama Butterfly und Balthasar Zorn in Die Meistersinger von Nürnberg. 
Im Juli 2000 sang er im Rahmen der Berliner Sommeroper die Titelrolle des Odysseus in der Oper Il ritorno d’Ulisse in patria von Claudio Monteverdi im Görlitzer Park in Berlin-Kreuzberg. In der Spielzeit 2002/03 sang er in Achim Freyers Salome-Neuinszenierung die Partie des „Zweiten Juden“. Regelmäßig sang er an der Deutschen Oper auch den Siegfried Wälse in der Musikproduktion Klein-Siegfried, einer Fassung von Richard Wagners Der Ring des Nibelungen für Kinder.
1980 trat Horn erneut bei den Bayreuther Festspielen auf, diesmal als Erster Gralsritter in Parsifal und als 1. Edler in Lohengrin. In den Jahren 1981 und 1982 sang er in den Sommermonaten bei den Eutiner Festspielen die Rolle des Max in der Oper Der Freischütz; er sang die Partie „stimmlich auf erstaunlich hohem Niveau“ und zeigte eine „eindrucksvoll[e] Legatokultur“. Im Juli 1982 übernahm er dort außerdem die Rolle des 1. Geharnischten in einer Neuproduktion der Mozart-Oper Die Zauberflöte. Im August 1989 sang er beim Badener Operettensommer „mit etwas grobkörnigem Tenor“ den „sympathischen“ Adam in der Operette Der Vogelhändler.
Große Erfolge hatte Horn bei seinen zahlreichen Engagements im Inland und im europäischen Ausland, bei denen er fast ausschließlich für Hauptrollen verpflichtet wurde. Gastspiele gab Horn am Staatstheater Karlsruhe (als Max), am Staatstheater Braunschweig (ebenfalls als Max), am Opernhaus Zürich (als Froh), an der Oper von Lyon (1981 als Loge), am Teatro La Fenice in Venedig (Februar 1982 als Parsifal, alternierend mit Peter Hofmann), am Teatro Massimo Bellini in Catania (Januar 1991 als Bürgermeister in der Strauss-Oper Friedenstag, Dezember 1992 als Steuermann in der Holländer-Urfassung), am Teatro Regio in Turin (als Loge), an der Flämischen Oper in Antwerpen (als Florestan), an der Staatsoper Prag (als Lohengrin), am Opernhaus/Nationaltheater Brno (1993 als Erik in Der Fliegende Holländer) und an der Staatsoper in Breslau (2002 als Max). Im Mai 1989 sang er am Teatro La Fenice in Venedig die Partie des Dritten Knappen in einer konzertanten Parsifal-Aufführung unter der musikalischen Leitung von Giuseppe Sinopoli. Im Rahmen des Puccini-Festivals in Torre del Lago sang er im Sommer 1989 die Rolle des Narraboth in Salome. In der Saison 1990/91 übernahm er beim Opera Forum in Enschede die Rolle des Max in einer Tourneeproduktion (u. a. im Mai 1991 in Nijmegen) der Oper Der Freischütz. In der Saison 1992/93 sang er am Theater Rudolstadt die Heldentenor-Rolle des Geheimrats und Gerichtsbeamten Asmus Modiger in Hans Pfitzners Oper Das Herz (Premiere: April 1993). Außerdem übernahm er am Theater Rudolstadt in derselben Spielzeit den Max, der durch die „makellose Klarheit seines Vortrags“ überzeugte und durch „seine wahrhaftige Darstellung seine Rolle zum großen Erlebnis machte“, in einer Neuinszenierung der Oper Der Freischütz (Premiere: Februar 1993).
Er wirkte auch in mehreren Opern-Uraufführungen mit, unter anderem 1984 bei den Schwetzinger Festspielen  in Ophelia von Rudolf Kelterborn und 1996 am Pfalztheater Kaiserslautern in Gesualdo von Franz Hummel.
Intensiv setzte sich Horn für das Opernschaffen von Siegfried Wagner ein. 1992 und 1993 sang er „mit heldischem Potential, das bereits einen Lohengrin und jungen Tannhäuser hören ließ“, bei den Festspielen in Rudolstadt den Hans Kraft in Der Bärenhäuter. 1995 folgte dort die Rolle des Wittich in Banadietrich. 1999 war er der Helferich von Lahngau in der Oper Sternengebot bei den Musikfestspielen in Weikersheim. Im Oktober 2001 übernahm er in Köln den Philo in der konzertanten Uraufführung von Siegfried Wagners Oper Die heilige Linde. 2004 sang er in Solingen den Waidewut in Der Heidekönig und zuletzt 2005 am Stadttheater Fürth den Friedrich in der Oper Der Kobold. Bei allen Inszenierungen arbeitete Horn mit dem Regisseur Peter P. Pachl zusammen.
Horn trat als Konzertsänger und als Solist in Oratorien ebenfalls erfolgreich in Deutschland, Österreich und der Schweiz auf. Im Oktober 1984 sang er das Tenor-Solo in der „Missa solemnis“ von Ludwig van Beethoven bei Aufführungen mit dem Tonkünstler-Orchester Niederösterreich und dem Wiener Singverein unter der Leitung von Miltiades Caridis im Großen Saal des Wiener Musikvereins und im Großen Festspielhaus in Salzburg. Im Februar 1988 sang er, trotz Indisposition wegen Krankheit, in Berlin die Tenor-Partie des Aron in dem weitgehend „unbekannten“ Oratorium „Moses“ von Max Bruch, in einem Konzert mit den Berliner Symphonikern.
Horn war verheiratet und Vater von vier Kindern. Er starb nach langer, schwerer Krankheit an einem Gehirntumor. Horn wurde am 5. Dezember 2009 auf dem Friedhof in Wilhelmshorst beigesetzt.

## Stimme
Horn sang sowohl die Partien des lyrischen Tenorfachs (Tamino, Froh), übernahm jedoch bei seinen Auslandsengagements schwerpunktmäßig das Rollenfach des jugendlich-dramatischen Heldentenors. Horn war ein „Zwischenfachtenor mit beträchtlichen heldischen Ressourcen, der auch bei Wagner dem Legato-Gesang verpflichtet blieb und immer durch makellose Textverständlichkeit hervorstach.“
Die Stimme von Horn ist auf einigen Tondokumenten dokumentiert worden, die mittlerweile auch als CD veröffentlicht wurden. In einer Aufnahme von Wolfgang Amadeus Mozarts Oper Die Zauberflöte sang er unter Herbert von Karajan den Ersten Geharnischten; von Karajan engagierte Horn auf Empfehlung des Sängers Victor von Halem für diese Rolle. Mit Giuseppe Sinopoli nahm er den Abdallo auf. Auch Horns Tenorrollen in den Opern von Siegfried Wagner wurden durch Live-Mitschnitte dokumentiert und teilweise auch auf DVD zugänglich gemacht. Horn trat auch in der ZDF-Quizsendung Erkennen Sie die Melodie? als Solist auf.

## Sonstiges
Volker Horn war  seit seinem Studium 1962 Mitglied der katholisch-österreichischen Studentenverbindung „Aargau“ Wien sowie anderer ÖCV- und CV-Verbindungen.